# Sinaboi (plaats)
Sinaboi is een bestuurslaag in het regentschap Rokan Hilir van de provincie Riau, Indonesië. Sinaboi telt 2351 inwoners (volkstelling 2010).